# Spreiding
In de statistiek is spreiding het onderlinge verschil van de mogelijke waarden van een stochastische variabele. In striktere zin is de spreiding een maat voor deze onderlinge verschillen. Als maat komen onder meer de standaardafwijking, de spreidingsbreedte, de gemiddelde absolute afwijking en de interkwartielafstand in aanmerking.
betrouwbaarheid · 
centrummaat · 
gemiddelde · 
gewogen gemiddelde · 
interkwartielafstand · 
kans · 
kansrekening · 
kwartiel · 
mediaan · 
meetkundig gemiddelde · 
modus · 
p-waarde · 
percentiel · 
rekenkundig gemiddelde · 
schatten · 
significantie · 
scheefheid · 
spreiding · 
standaardafwijking · 
statistiek · 
statistische toets · 
steekproef · 
uitbijter · 
variatiecoëfficiënt · 
verdelingsfunctie